# Daniel Boaventura
Daniel Boaventura (nacido Daniel do Rêgo Boaventura; Salvador, Bahía; 19 de mayo de 1970) es un actor, actor de voz y cantante brasileño.

## Biografía
Boaventura nació el 19 de mayo del 1970 en Salvador, Bahía. Antes de ser cantante, fue parte de dos bandas en la secundaria, Hours Vacant y The Touches. El director de teatro Fernando Guerreiro vio una de las bandas tocar e invitó a Boaventura a unirse a su producción de Zás Trás. El cantate tuvo papeles principales en musicales como Peter Pan, My Fair Lady, Evita y Chicago.

## Carrera
Filmografía
| Año        | Título              | Personaje           |
| ---------- | ------------------- | ------------------- |
| 1998       | Hilda Furacão       | Zico                |
| 1999       | O Santo de Casa     | Kiko                |
| 2000-2001  | Laços de Família    | Alex                |
| 2001-2002  | Amor e Ódio         | José Maria Cortês   |
| 2003-2004  | Kubanacan           | Johnny              |
| 2004       | Linha Direta        | Rui Dourado         |
|            | Una gran familia    | Otávio              |
|            | Senhora do Destino  | Entrevistador de TV |
| 2005       | Essas Mulheres      | Ferreira Pinto      |
| 2006-2009  | Malhação            | Adriano Lopes       |
| 2006       | Papai Noel Existe   | Roberto             |
| 2007       | Dicas de um Sedutor | Rick (Ricardo)      |
| 2009       | Toma Lá, Dá Cá      | Álvaro              |
|            | A Grande Família    | Aníbal              |
| 2009–2010  | Cama de Gato        | Sólon               |
| 2010–2011  | Passione            | Diogo Dias          |
| 2011- 2013 | Tapas & Beijos      | Paulo César (PC)    |
| 2012       | Dercy de Verdade    | Dr. Simão           |
|            | As Brasileiras      | Jorge               |
|            | A Grande Família    | Capitain Wilson     |
| 2012–2013  | Guerra dos sexos    | Nenê Stallone       |

## Discografía
Álbumes de Estudio:
- 2009: Songs 2 U
- 2010: Italiano
- 2021: Christmas is Coming...

Álbumes en directo:
- 2012: Ao Vivo
- 2015: Your Song
- 2018: En Vivo en México
- 2019: From Russia With Love (Desde Rusia con Amor)